# 第一次英格兰内战
英格兰一系列内战中的第一场內戰主战场位于英格兰和威尔士，时间为1642年8月至1646年6月。1638至1651年，不列颠及爱尔兰岛上发生了一系列战争，统称“三國之戰”，战事也波及了苏格兰和爱尔兰，第一次英格兰内战就属于三国之战的一部分。其它能算入三国之战的军事冲突还有1638至1640年间的主教战争、1641至1653年间的爱尔兰联盟战争、1648年的第二次英格兰内战、1650年的第三次英格兰内战（又名英格蘭入侵蘇格蘭）以及1649至1653年间的克伦威尔征服爱尔兰。
据估计，在1638至1651年这段时期里，全英格兰和威尔士的成年男子中，有15%-20%都在军中服役，内战最终导致全国4%的人口死亡，而第一次世界大战过后统计出的英国的死亡人口所占比重也只有2.23%。上述数据对于后人理解英格兰内战对社会所造成的影响以及引发的苦难相当重要。
1642年，王国中的各个势力基本都支持君主制，但在最高权力归属上无法达成一致。支持查理一世的王权高于英格蘭議會权力的一派就成了骑士党（‘骑士党’这个称谓其实是圆颅党对国王权力支持者的蔑称），他们的對手圆颅党则支持君主立宪制。这样一分析，非常复杂的时局就一下子明朗了，是支持骑士党还是圆颅党，对于很多当时的政治人物来说，是关乎个人忠诚之所在的抉择。
1642年8月，骑士党和圆颅党两派都期待着用一场决定性战役来彻底解决纠纷，但很快，双方就都明白了，没那么简单。1643年，骑士党成功迫使议会与苏格兰的誓约派订立军事盟约，又在1644年赢得了一系列战役的胜利，其中最著名的一场就是马斯顿荒原战役。新模范军组建后，议会在英格兰拥有了历史上第一支职业军事力量，新模范军在1645年6月的纳斯比（Naseby）战役中取得了决定性胜利。
1646年6月，第一次英格兰内战以圆颅党的胜利而告终，查理一世遭到拘禁。由于查理一世不肯做出巨大让步，获胜一方之间又发生了分裂，1648年，第二次英格兰内战爆发。